# 캐릭터송
이미지송 또는 캐릭터송(영어: Character song, 일본어: キャラクターソング 캬라쿠타송구[*])은 일본의 애니메이션, 비디오 게임, 일본의 텔레비전 드라마, 일본 만화 또는 기타 상업 제품의 타이인 싱글 또는 앨범에 수록된 곡으로, 때로는 캐릭터의 성우 또는 배우가 캐릭터의 성격을 느끼게 하기 위하여 캐릭터에 몰입하여 부른다.
캐릭터송은 애니메이션이나 드라마의 성공에 중요한 부분으로 간주되는데, 이는 프로그램 자체에서는 알 수 있는 캐릭터에 대한 통찰력을 제공하는 경우가 많기 때문이다. 시리즈 제작자는 특정 캐릭터의 디자인 단계와 진화에 대한 세부 정보, 때로는 팬들이 캐릭터가 어떻게 변했는지 직접 볼 수 있도록 디자인 스케치까지 포함할 수 있다. 또한 성우나 배우가 캐릭터를 연기하는 것에 대해 어떻게 느끼는지에 대한 코멘트도 있을 수 있다. 때로는 캐릭터송이 애니메이션 자체에 통합되기도 하는데, 예를 들어 광란가족일기는 각 주요 캐릭터가 엔딩 테마로 캐릭터 송을 부르며, 각각 고유한 애니메이션을 가지고 있다. 또 다른 예로는 테니스의 왕자가 있는데, OVA 에피소드의 오프닝 및 엔딩곡을 애니메이션의 캐릭터가 직접 부른다.
캐릭터송은 애니메이션 주인공에 한정되지 않는다. 젝스 마키스, 마스터 아시아, 세일러 갤럭시아, 베지터와 같은 적들과 데비몬, 아이젠 소스케와 같은 일부 악당들도 자신만의 캐릭터송을 가지고 있다.
또한, 팬들은 오직 성우나 배우만을 보고 캐릭터송 앨범을 구매하는 것으로 알려져 있다. 하야시바라 메구미가 그 예시 중 하나인데, 하야시바라 메구미가 활동하는 동안 자신의 캐릭터송을 포함하여 많은 CD와 앨범을 발표한 유명한 성우이다.
일본 오리콘 주간 차트에서 1위를 차지한 최초의 애니메이션 캐릭터 송 앨범은 2009년 케이온!의 캐릭터들이 부른 방과후 티타임으로, 첫 주 67,000장의 판매고를 기록하며 1위로 데뷔하였다. 케이온! 캐릭터들은 이후 2010년 쇼의 두 번째 시즌 오프닝 테마인 "Go! Go! Maniac!"으로 오리콘 싱글 차트에서 1위를 차지한 최초의 애니메이션 이미지 그룹이 되었다. 이 곡은 첫 주에 83,000장 이상의 판매고를 기록하며 1위로 데뷔했다.

## 캐릭터 버전
관련된 하위 유형은 캐릭터 버전으로, 성우나 배우가 시리즈의 노래를 캐릭터로서 부르는 것이다. 이의 유명한 예로는 신세기 에반게리온의 테마곡을 아야나미 레이, 소류 아스카 랑그레이, 카츠라기 미사토의 성우들이 다시 부른 다양한 버전들이 있다.

## 캐릭터 송
캐릭터송은 캐릭터에 대한 노래일 수도 있지만, 반드시 캐릭터를 연기한 사람이 부르는 것은 아니다. 예를 들어, 마징가 Z에는 카부토 코우지와 그의 친구들에 대한 노래가 포함되어 있지만, 그들의 성우가 부른 것은 아니다.
포켓몬스터 TV 시리즈에서 빛나와 세레나의 이미지 송은 원래 성우들이 부른 것이 아니었지만, 나중에 그들의 성우 버전이 소개되었다.

## 같이 보기
- 라이트모티프